# Municipio de Coneto de Comonfort

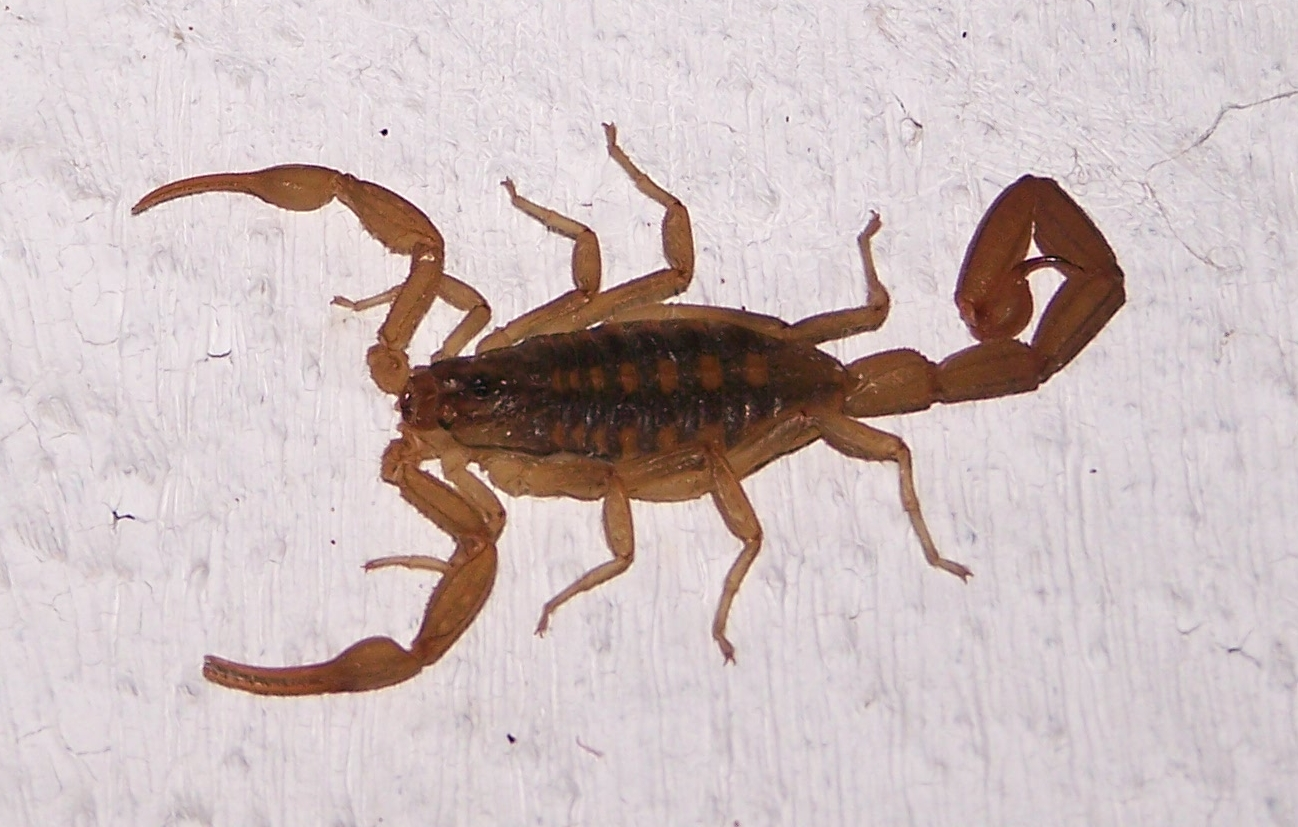
Alacrán de Coneto de Comonfort.

El municipio de Coneto de Comonfort es uno de los 39 municipios que integran el estado mexicano de Durango, ubicado al centro del estado y su cabecera es el pueblo de Coneto de Comonfort. Se desconoce el origen de su nombre, aunque se especula que fue un malentendido de lenguaje de los tepehuanos por parte de los españoles, como frecuentemente sucedía.En aquellos años se contaba que los yacimientos de oro estaban a flor de peña y que antes de que Gines Vázquez del Mercado llegará a Durango capital exploró estos yacimientos y estuvo cerca de abrir una exploración pero al final no se pudo , porque era muy difícil llegar a estos yacimientos.

## Geografía
El territorio de Coneto de Comonfort se encuentra localizado en la zona central del estado de Durango, sus límites son al norte con el municipio de El Oro, al noreste con el municipio de Rodeo, al sureste con el municipio de San Juan del Río, al sur con el municipio de Canatlán y al oeste con el municipio de Nuevo Ideal. Tiene una extensión territorial de 1,324.9 km².

### Orografía e hidrografía
El territorio de Coneto es más bien montañoso, formado por la estribaciones más orientales de la Sierra Madre Occidental y que reciben los nombres locales de Sierras de San Francisco y Coneto, la Sierra de San Francisco discurre a lo largo del límite occidente y suroccidente del municipio, marcando sus fronteras con los municipios de Nuevo Ideal y Canatlán, al prolongarse hacia el sur recibe el nombre de Sierra de Coneto, llegando a alcanzar 2800 m s. n. m. de altitud en los picachos "El Santo" y "La Ermita", hacia el suroriente se encuentra la principal extensión plana del territorio, en los alrededores del poblado de San Francisco Javier de Lajas.
Las principales corrientes del municipio son arroyos, como el Arroyo de Coneto, el Arroyo de Nogales
y el Arroyo de San José de Basoco, todos ellos desciendes de las sierras de Coneto y San Francisco y son afluentes del río San Juan, que a su vez lo es del río Nazas. Todo el territorio de Coneto forma parte de la Región hidrológica Nazas-Aguanaval, una de las cuencas cerradas del norte de México, y se divide en dos cuencas, al extremo noroeste del territorio pertenece a la Cuenca de la Presa Lázaro Cárdenas, también conocida como "El Palmito" y el resto del municipio forma parte de la Cuenca Río Nazas-Rodeo.

### Clima y ecosistemas
Todo el territorio de Coneto registra un clima que se encuentra clasificado como Semiseco templado, a excepción de una muy pequeña zona en su límite este con clima Seco semicálido, la temperatura media anual registrada en la mitad noroeste del municipio se encuentra en un rango que va de 12 a 16 °C y en la mitad sureste de 16 a 18 °C, pequeñas extensiones del límite oeste del municipio llegan a registrar de 18 a 20 °C, la precipitación media anual se divide en dos zonas, en los límites del municipio con los de Nuevo Ideal y Canatlán, es decir una franja longitudinal en sentido noroeste a sureste en el cual se encuentran las principales serranías, el promedio es de 800 a 1,000 mm, en el resto del territorio el promedio se encuentra 400 y 500 mm.

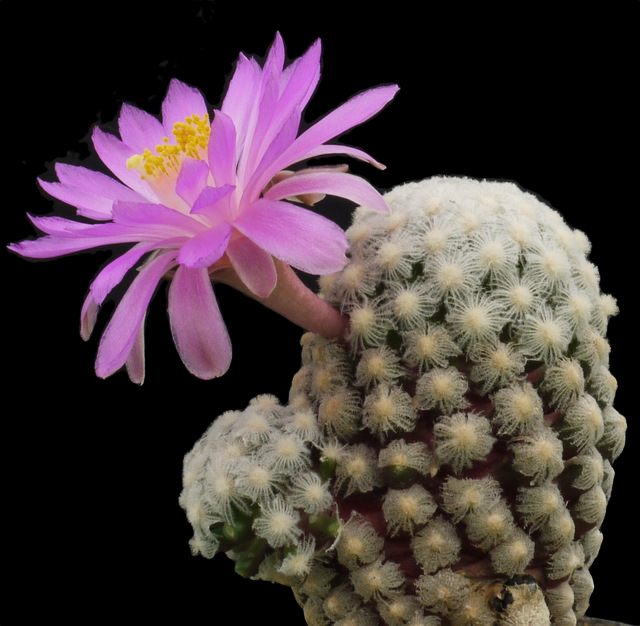
Cactus De Coneto de Comonfort

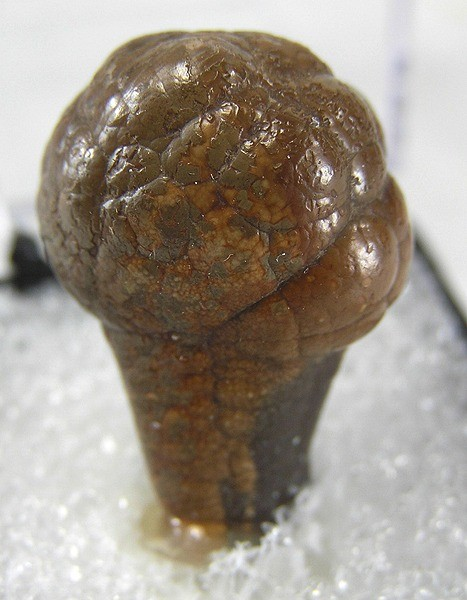
Mineral Coneto de Comonfort llamado Cassiterite

La vegetación del municipio de Coneto de Comonfort es diversa, existen hacia el centro y noroeste del territorio importantes extensiones de bosque en donde abundan coníferas y encino, ubicado en las zonas altas de la serranía, en las zonas más bajas del centro y sur se encuentra pastizal, y en pequeñas zonas del norte y el este se puede localizar matorral, en las zonas donde se inicia el Bolsón de Mapimí. la fauna se encuentra distribuida principalmente en las zonas boscosas del municipio, en donde se pueden encontrar venado, puma, conejo y liebre, así como una gran variedad de aves.

## Historia
Se carece de registros exactos y verificables sobre la historia del municipio. Presumiblemente fue habitado durante la época colonial por grupos de Tepehuanos, hecho respaldado por las pinturas rupestres que se encuentran en la comunidad del Vizcaíno en los límites con el municipio de Rodeo; y también algunas que existen en la comunidad de Las Morenas, estas son las principales evidencias de que la zona fue habitada antes de la colonización.
Se dice que Coneto fue fundado por el Capitán Francisco de Ibarra hacia el año de 1554, gracias a los yacimientos mineros propios de la región, con el nombre de San Miguel de Coneto. Durante mucho tiempo fue un centro puramente minero con una escasa población estable. Después de la Independencia Coneto aparece oficialmente como parte de la municipalidad de San Juan del Río, ostentando la categoría de mineral. El 6 de octubre de 1917 Coneto es finalmente municipio libre según la constitución del Estado de Durango, sin embargo, poco más de nueve años después, el 30 de diciembre de 1926 se suspenden sus funciones y Coneto queda bajo la tutela administrativa de San Juan del Río. En la década siguiente, el 5 de abril de 1938 se rehabilita a Coneto y se cambia su nombre a Coneto de Comonfort, en honor al expresidente Ignacio Comonfort.

## Demografía
Según los resultados del Conteo de Población y Vivienda de 2005 realizado por el Instituto Nacional de Estadística y Geografía, la población del municipio de Coneto de Comonfort asciende a 4,309 habitantes, siendo de estos 2,072 hombres y 2,237 mujeres.

### Localidades
En el censo de 2020 el municipio de Canatlán contaba con 24 localidades.
| Código INEGI    | Localidad                     | Población (2020) |
| --------------- | ----------------------------- | ---------------- |
| 100030008       | Nogales                       | 1 063            |
| 100030001       | Coneto de Comonfort           | 857              |
| 100030004       | San Francisco Javier de Lajas | 530              |
| 100030018       | Vizcaíno                      | 388              |
| 100030014       | El Porvenir                   | 269              |
| 100030019       | Ignacio Zaragoza              | 180              |
| 100030011       | Pípila                        | 179              |
| 100030015       | San José de Basoco            | 166              |
| 100030016       | Sapioris                      | 159              |
| 100030007       | Las Morenas                   | 88               |
| 100030009       | Los Ojitos                    | 68               |
| 100030055       | Arroyo del Caballo            | 42               |
| 100030030       | El Ranchito                   | 36               |
| 100030056       | Las Américas                  | 12               |
| 100030002       | Los Alhelíes                  | 11               |
| 100030081       | La Pradera                    | 6                |
| 100030084       | La Huerta                     | 6                |
| 100030024       | Colorines                     | 5                |
| 100030017       | La Venada                     | 4                |
| 100030046       | El Rincón                     | 4                |
| 100030003       | El Carmen                     | 3                |
| 100030069       | Coneto de Indios              | 3                |
| 100030070       | La Joya                       | 3                |
| Total municipal | Total municipal               | 4 084            |

## Política
El municipio de Coneto de Comonfort fue creado como tal por un decreto del Congreso de Durango el día 5 de abril de 1938, siendo sus principales impulsores los políticos Luis León de la Barra y Gabriel Segura, con anterioridad a ello, Coneto formaba parte del municipio de San Juan del Río.
Como en todos los municipios de México, el gobierno le corresponde al Ayuntamiento, que está integrado por el presidente municipal, el Síndico Municipal y un cabildo formado por siete regidores, todos son electos mediante una planilla para un periodo de tres años que comienza el día 1 de septiembre del año de su elección, y no puede ser renovado para el periodo inmediato, pero si de manera no continua.

### Subdivisión administrativa
El municipio se divide en una Junta Municipal, ubicada en la población de Las Américas, ocho jefaturas de cuartel en Ignacio Zaragoza, Sapioris, San José de Basoco, Vizcaíno, El Porvenir, Nogales, Pípila y San Francisco Javier de Lajas, y tres jefaturas de manzana en Las Morenas, Los Ojitos y Los Alelihes.

### Representación legislativa
Para la elección de Diputados locales al Congreso de Durango y Diputados federales a la Cámara de Diputados de México, el municipio de Coneto de Comonfort se encuentra integrado en los siguientes distritos electorales:
Local:

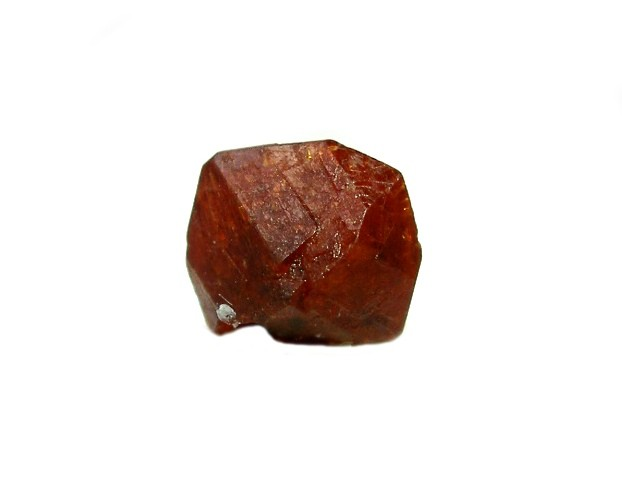
Durangite de Coneto de Comonfort

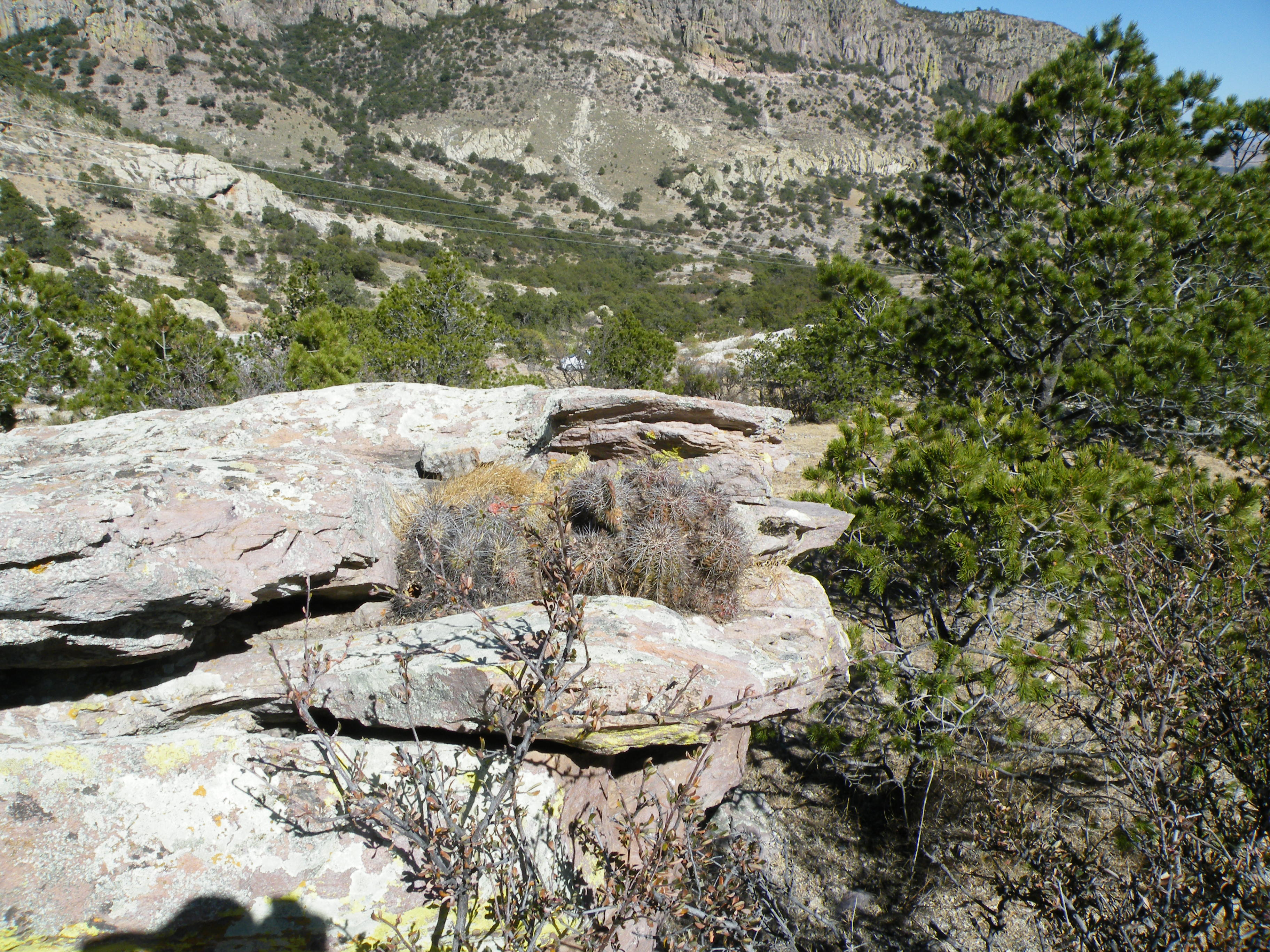
Echinocereus polyacanthus de Coneto de comonfort

- XVI Distrito Electoral Local de Durango con cabecera en Ciudad Canatlán.[13]

Federal:
- III Distrito Electoral Federal de Durango con cabecera en la ciudad de Guadalupe Victoria.[14]

## Principales poblaciones

### Los Alhelíes
Esta comunidad está ubicada en la parte sur del municipio a dos kilómetros aproximadamente de la carretera que comunica la cabecera municipal con San Juan del Río, un poco antes de la comunidad del Arroyo del Caballo. El poblado se asienta en la rivera de dicho Arroyo. El ejido de los Alhelíes tiene una extensión aproximada de 280 hectáreas.
Este asentamiento fue fundado por Prefecto Gallardo en un terreno perteneciente a la Hacienda de Lajas. El nombre de la comunidad se debe al que fuera sacerdote de la comunidad de San Lucas, Roberto Mier, quien en 1975 al visitar el pueblo observó una gran cantidad de flores de las denominadas alhelíes (flores del género botánico Cheiranthus).
A pesar de ser un pueblo pequeño cuenta con servicios públicos de electricidad y agua potable. En el aspecto educativo se observa un gran resago, la mayoría de la población adulta ha cursado únicamente la educación primaria.

### Las Américas
Este pueblo se encuentra en la parte norte, enclavado entre los pinos de la zona cerranda del Municipio. El nombre se debe a la Compañía Americana, una compañía minera, que fundó este asentamiento el 12 de octubre de 1865. Se recuerdan a Guillermo Villanueva y Juan Fanela como los más antiguos habitantes. En un principio el poblado llevaba el nombre de "El Real del América", fue en el año 2000 cuando su nombre fue cambiado actual.

### El Porvenir
Esta comunidad se encuentra en parte norte compuesta de algunos 400 habitantes la mayoría mujeres, con sus comunidades vecinas como Nogales y el Vizcaíno municipios de Coneto de Comonfort. Este pueblo fue fundado alrededor de 1900 por algunas familias como Lázaro Amaya y Regino Amaya, aunque ya existía una hacienda anteriormente la cual fue desplazada por la repartición de tierras, pero también se conoce pruebas de pinturas rupestres de antiguos pobladores. Tanto sus tierras, su clima https://www.accuweather.com/en/mx/el-porvenir/232779/weather-forecast/232779y el arroyo de San José de Basoco, son de gran ayuda para le gente local, del Porvenir. https://en.mexico.pueblosamerica.com/i/el-porvenir-145/ este arroyo es tan importante para la ganadería y pueblos vecinos que finalmente termina en el río Nazas. Se desconoce el origen del nombre de esta comunidad, pero al parecer fue creado por los primeros habitantes o por la hacienda situada en esa área.